# 光启路
光启路是位於中國上海市黄浦区一條南北走向道路，道路北起方浜中路，南至复兴东路。

## 歷史
道路原本是1915年前的上海縣署門前的一條道路，所以一度叫作老县前街、县南大街、县前直街、阁老坊。1912年改名县基路。1933年为纪念徐光启去世300週年改名光启路。